# Kraljevo
Kraljevo, város Szerbiában, a Raskai körzet kraljevoi községének székhelye.
A községhez a következő települések tartoznak:
- Adrani
- Vitanovac
- Vrba
- Grdica
- Žiča
- Zaklopača
- Jarčujak
- Konarevo
- Mataruge (Kraljevo)
- Mataruška Banja
- Metikoš
- Ratina
- Ribnica
- Čibukovac
- Bapsko Polje
- Bare
- Bzovik
- Bogutovac
- Bojanići
- Borovo
- Brezna
- Brezova
- Bresnik
- Bukovica
- Vitkovac
- Vrdila
- Vrh
- Gledić
- Godačica
- Gokčanica
- Dedevci
- Dolac (Kraljevo)
- Dragosinjci
- Dražiniće
- Drakčići
- Drlupa (Kraljevo)
- Đakovo
- Zakuta
- Zamčanje
- Zasad
- Kamenica
- Kamenjani
- Kovanluk (Kraljevo)
- Kovači (Kraljevo)
- Lađevci
- Lazac
- Leševo
- Lozno
- Lopatnica
- Maglič
- Međurečje
- Meljanica
- Milavčići
- Milakovac
- Miliće
- Miločaj
- Mlanča
- Mrsać
- Musina Reka
- Obrva
- Oplanići
- Orlja Glava
- Pekčanica
- Petropolje
- Pečenog
- Plana
- Polumir
- Popovići
- Predole
- Progorelica
- Ravanica
- Reka
- Roćevići
- Rudno
- Rudnjak
- Savovo
- Samaila
- Sibnica
- Sirča
- Stanča
- Stubal
- Tavnik
- Tadenje
- Tepeče
- Tolišnica
- Trgovište
- Ušće
- Cvetke
- Cerje (Kraljevo)
- Čukojevac
- Šumarice

## Népesség
A városnak
- 1948-ban 11 200 lakosa volt.
- 1953-ban 15 152 lakosa volt.
- 1961-ben 20 490 lakosa volt.
- 1971-ben 27 839 lakosa volt.
- 1981-ben 52 485 lakosa volt.
- 1991-ben 57 926 lakosa volt.
- 2002-ben 57 411 lakosa volt, melyből 54 429 szerb (94,80%), 860 roma, 713 montenegrói, 193 macedón, 179 jugoszláv, 149 horvát, 49 muzulmán, 47 bolgár, 30 magyar (0,05%), 27 szlovén, 21 albán, 14 gorai, 8 német, 7 orosz, 6 román, 5 szlovák, 4 bosnyák, 4 ruszin, 4 ukrán, 2 bunyevác, 2 cseh, 400 ismeretlen, 213 nem nyilatkozott és 6 régióbeli hovatartozású személy.